# تپه ۲ جیحون‌آباد
تپه ۲ جیحون آباد مربوط به هزاره اول قبل از میلاد - عصر آهن دو، III است و در شهرستان همدان، بخش شراء، دهستان جیحون دشت، روستای جیحون آباد واقع شده و این اثر در تاریخ ۱۸ اسفند ۱۳۸۷ با شمارهٔ ثبت ۲۵۱۳۲ به‌عنوان یکی از آثار ملی ایران به ثبت رسیده است.